# Дункер, Конрадина Биргитта
Конрадина Биргитта Дункер (норв. Conradine Birgitte Dunker, урождённая Ханстен (норв. Hansteen); 25 августа 1816 — 11 сентября 1866) — норвежская светская львица и писательница.
Она родилась в Христиании в семье таможенника Иоганна Матиаса Ханстена (1744—1792) и Анны Катрин Трешов (1754—1829). В 1796 году Конрадина Биргитта вышла замуж за капитана Ульрика Антона Николая Бликса Омодта (1758—1806), а в 1807 году — за предпринимателя Йохана Фридриха Вильгельма Дункера (1775—1844). Её детьми от последнего были Бернхард Дункер, юрист и писатель, и Вильгельмина Ульман, общественная деятельница. Её младшим братом был астроном Кристофер Ханстен, а его дочь Оста Ханстен, феминистка и художница, была соответственно её племянницей.
Согласно одной энциклопедии, Дункер занимала «видное место в общественной жизни столицы». Она была членом «Драматической труппы» (норв. Det Dramatiske Selskab) в 1796—1831 годах в качестве переводчицы и актрисы. Дункер описывалась как талантливая актриса, особенно в роли Магделоне в пьесах Хольберга.
С 1814 по 1831 год она управляла женской школой моды, располагавшейся в её доме, которая представляла собой обычную школу для девочек, но занимавшую одно из ведущих мест среди тогдашних женских школ для богатых в Христиании.
В 1831 году семья переехала в Тронхейм. Дункер овдовела в 1844 году и работала учительницей в женской школе, которой управляла её дочь Якобина с 1849 года до самой смерти дочери в 1857 году, после чего Конрадина вернулась в Христианию.
Её мемуары «Старые времена: воспоминания и билеты на время» (норв. Gamle Dage: Erindringer og Tidsbilleder) были опубликованы посмертно в 1871 году и служат ценным источником о культурной жизни Норвегии в XIX веке. Они были переизданы несколько раз. В 1996 году вышла также биография Конрадины Биргитты Дункер.